# Hôtel Barclay
L'hôtel Barclay (en estonien : Barclay Hotell) est un hôtel à Tartu en Estonie.

## Présentation
L'hôtel Barclay est situé à côté de la place Barclay en bordure de l’Ülikooli tänav au pied de Toomemägi.
Le bâtiment de l'hôtel a été construit en 1912, sur la base d'un projet de Kessler et Pohlmann, et il a été transformé en hôtel en 1995.
L'hôtel a ouvert ses portes en février 1996.
L'hôte porte le nom du commandant Barclay de Tolly.
Le quartier général de la 2e division a été logé dans le même bâtiment
La maison de Barclay de Tolly est située à proximité.